# Batalla de Calcídica
La batalla de Calcídica tuvo lugar en 429 a. C. entre Atenas y los calcideos y sus aliados, en la primera parte de la guerra del Peloponeso, la llamada guerra arquidámica.
Los atenienses bajo Jenofonte marcharon a Tracia para atacar Calcídica. Destruyeron las cosechas fuera de Espartolo y comenzaron las negociaciones con las facciones proatenienses de Calcidíca, pero las facciones antiatenienses pidieron ayuda a Olinto. Un ejército de Calcídica, Espartolo y Olinto se enfrentó a los atenienses en una batalla, pero los hoplitas  fueron derrotados y se retiraron a Espartolo; su caballería, sin embargo, resultó victoriosa contra las tropas atenienses. Pronto llegaron refuerzos de Olinto, y lanzaron un segundo ataque sobre los atenienses. A los atenienses les entró el pánico y fueron muertos sus generales y 430 hombres.